# Ischnocnema nigriventris
Espèce
Synonymes
- Hylaplesia nigriventris  Lutz, 1925
- Eleutherodactylus nigriventris  (Lutz, 1925)

Statut de conservation UICN

 DD  : Données insuffisantes
Ischnocnema nigriventris  est une espèce d'amphibiens de la famille des Brachycephalidae.

## Répartition
Cette espèce est endémique de l'État de São Paulo au Brésil. Elle se rencontre à 800 m d'altitude dans la Serra de Cubatão à Paranapiacaba à Santo André et à Boracéia à Salesópolis.

## Publication originale
- Lutz, 1925 : Batrachiens du Brésil. Compte Rendu des Séances de la Société de Biologie Paris, vol. 93, no 21, p. 137-139.